# 136ª Squadriglia radar remota
La 136ª Squadriglia radar remota (136ª Sq.R.R.) (callsign:  Volpe) è un ente dell'Aeronautica Militare situato a Otranto (LE), precedentemente nota come 32º Gruppo radar dell'Aeronautica Militare. Essa opera con compiti di sorveglianza dello spazio aereo di pertinenza attraverso la scoperta, l'inizializzazione, l'identificazione e il tracciamento dei vettori aerei.
Nell'ottica di un ridimensionamento delle risorse destinate all'Aeronautica nel decennio 2013-2024 la stazione radar è stata remotizzata dal 1º luglio 2012, ed è posta alle dipendenze della 4ª Brigata telecomunicazioni e difesa aerea di Borgo Piave (LT).
Essa contribuisce alla sorveglianza dello spazio aereo di competenza, attraverso il corretto funzionamento e il mantenimento in efficienza del sistema d'arma e degli apparati radio per le comunicazioni terra/bordo/terra. Suo compito essenziale è il passaggio delle necessarie informazioni per dirigere l'intervento degli Eurofighter Typhoon del 36º Stormo di Gioia del Colle sull'Albania, di cui l'Aeronautica Militare italiana, assieme a quella greca, gestisce la difesa aerea a giorni alterni.
Dal marzo 2012 il sistema d'arma in dotazione alla Squadriglia è il sensore radar RAT31-DL collegato con le sale operative del GRCDA di Poggio Renatico (FE) e del 22º Gruppo radar di Licola (NA), alle quali trasmette i dati di avvistamento e tracciamento dei velivoli acquisiti.

## Storia
Il reparto è stato costituito nel 1954, tra i primi in Italia, come Reporting Post dell'Aeronautica, ossia come punto di avvistamento e riporto del traffico aereo della zona. La stazione operava in modalità fonetico-manuale: nella sala operativa del sito, le coordinate delle tracce radar venivano comunicate a voce dagli operatori seduti alle consolles di rilevazione ad altri operatori, che le disegnavano stando in piedi dietro un pannello trasparente. I dati acquisiti venivano poi riferiti al SOC di Martina Franca.
Nel 1972 la Sala Operativa passò a un sistema di rilevamento digitale e fu adeguata secondo i canoni previsti dal programma NADGE (NATO Air Defense Ground Environment).
Nel 1985 la stazione venne dotata del programma NAEGIS (NATO Airborne Early Warning Ground Environment Integration Segment), che consentiva lo scambio dati e voce con velivoli AWACS.
Nel 1991 al 32º Gruppo radar vennero assegnate le funzioni di CRC (Control & Reporting Center) e nel 1994 venne installato e reso operativo il radar 3D Hughes HR-3000, sistema facente parte del programma NATO RSRP (Radar South Region & Portugal).
Nel 1996 fu assegnata al Gruppo la funzione di controllo della testata HR-3000 della 132ª Squadriglia radar remota di Crotone.
Nel 1998 viene installato il sistema CSI (CRC-SAM Interface), che consentiva di effettuare lo scambio dati automatico (protocollo Link-11B) e il controllo delle unità HAWK. 
Nel 1999 ha preso parte anche all'operazione DINAK di supporto all'Operazione Allied Force.
Nel 2000 fu montato il sistema RIS (Radar Integration System) e nel 2004 la sala operativa fu rinnovata negli arredi e dotata del nuovo sistema MASE (Multi AEGIS Site Emulator).
Dal 1º luglio 2009 il Gruppo radar, sotto il Comando e controllo del CAOC5 (Combined Air Operations Centre), assicura la sorveglianza dello spazio aereo albanese.
L'11 marzo 2012 entrò in linea il nuovo sensore FADR.
Il 1º luglio 2012 il reparto perde la denominazione di Gruppo radar e assume una connotazione prettamente tecnica, venendo remotizzata e perdendo tutte le funzioni di controllo, in qualità di Squadriglia radar remota.